# Gastins
Gastins ist eine französische Gemeinde mit 722 Einwohnern (Stand: 1. Januar 2022) im Département Seine-et-Marne in der Region Île-de-France. Sie gehört zum Kanton Nangis im Arrondissement Provins. 

## Lage
Das Gemeindegebiet wird vom Fluss Yvron durchquert.
Es grenzt im Nordwesten an La Chapelle-Iger, im Norden an Voinsles, im Nordosten an Pécy, im Osten an La Croix-en-Brie, im Süden an Clos-Fontaine, im Südwesten an Quiers und im Westen an Courpalay.

## Bevölkerungsentwicklung
| Jahr      | 1962 | 1968 | 1975 | 1982 | 1990 | 1999 | 2008 | 2014 |
| --------- | ---- | ---- | ---- | ---- | ---- | ---- | ---- | ---- |
| Einwohner | 370  | 380  | 395  | 373  | 474  | 585  | 647  | 711  |

## Sehenswürdigkeiten

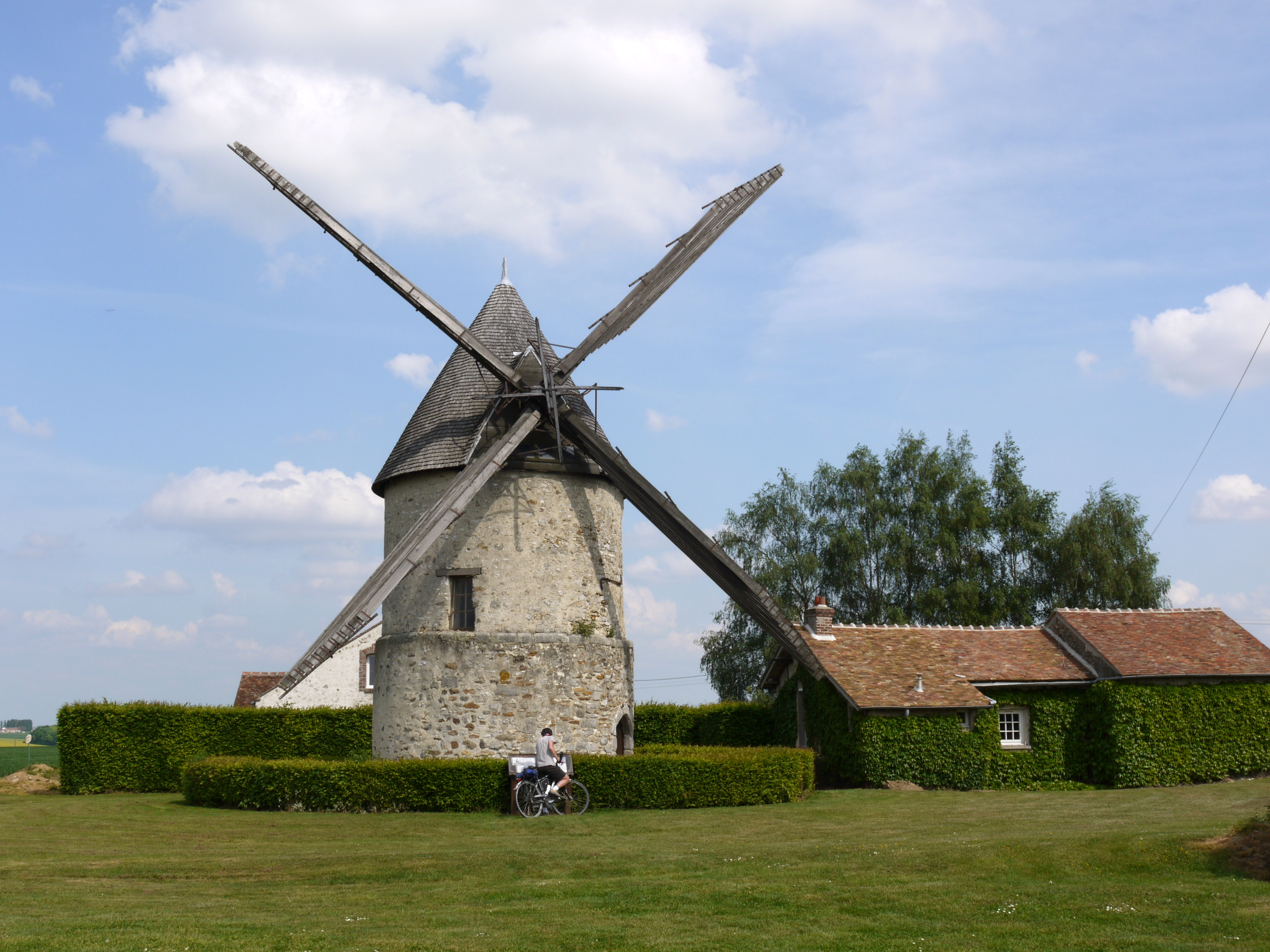
Windmühle von Gastins

- Windmühle, Monument historique